# Walter Gerd Rödel
Walter Gerd Rödel (* 22. Februar 1940 in Kaiserslautern; † 1. Juni 2009) war ein deutscher Historiker.

## Leben
Der Bruder des Historikers und Archivars Volker Rödel studierte Geschichte, Germanistik und Kunstgeschichte in Mainz (Promotion am 24. Juli 1965 zum Dr. phil.). Nach einer Ausbildung zum Bibliothekar und einer Zwischenstation als Prokurist in einer Eisengießerei kehrte er 1970 an das Historische Seminar der Johannes Gutenberg-Universität Mainz zurück und lehrte dort Allgemeine und Neuere Geschichte (1984 Habilitation).
Seine Forschungsschwerpunkte waren die Geschichte des Johanniterordens sowie die Historische Demographie, demographische Entwicklungen, Lebensverhältnisse und soziale Strukturen im Erzstift Mainz. Er war Mitinitiator des 1973 gegründeten Arbeitskreises Historische Demographie.

## Schriften (Auswahl)
- Das Großpriorat Deutschland des Johanniter-Ordens im Übergang vom Mittelalter zur Reformation. Anhand der Generalvisitationsberichte von 1494/95 und 1540/41. Köln 1972, ISBN 3-87909-049-1.
- Mainz und seine Bevölkerung im 17. und 18. Jahrhundert. Demographische Entwicklung, Lebensverhältnisse und soziale Strukturen in einer geistlichen Residenzstadt. Stuttgart 1985, ISBN 3-515-04419-1.
- Der Ritterliche Orden St. Johannis vom Spital zu Jerusalem. Ein Abriss seiner Geschichte. Handreichung für Mitglieder und Freunde des Ordens und seiner Werke. Nieder-Weisel 1989, OCLC 608379360.
- Protestanten und Katholiken im Johanniterorden. Gewissensentscheid und Versorgungsdenken in der Reformationszeit. Speyer 1995, OCLC 1186472465.